# Boom! (Stylophonic)
Boom! è il terzo album del progetto Stylophonic del deejay Stefano Fontana. Il disco è stato pubblicato il 1º ottobre 2013.

## Tracce
1. Stru-mentale (intro) - 2:44
2. Boom! (feat. Giuliano Sangiorgi) - 3:01
3. Costa poco (feat. Samuel Romano) - 4:41
4. Conto alla rovescia (feat. Emis Killa) - 2:58
5. Gira il mondo (feat. Raf) - 5:29
6. Sabato notte  (Stylophonic remix) (Mina) - 5:31
7. Dum Dum Dum (feat. Nesli) - 4:29
8. Distortion (feat. Pau) - 3:29
9. Il Ballo (feat. Il Cile) - 4:33
10. Morti Pythons (feat. Caparezza) - 3:39
11. Quella giusta per te (feat. Dargen D'Amico & Malika Ayane) - 3:16
12. Le storie più grandi (feat. Irene Grandi & Saturnino) - 3:52
13. Nel blu dipinto di blu (Stylophonic Remix) (Domenico Modugno) - 4:53
14. Pianificando la fuga (feat. Amari) - 4:44
15. Black Mamba (feat. Ermal Meta) - 4:47
16. Dentro (feat. Ada Reina) - 3:05